# Harold Gillies
Sir Harold Delf Gillies (* 17. Juni 1882 in Dunedin; † 10. September 1960 in London) war ein in Neuseeland geborener britischer Otolaryngologe und Chirurg. Er machte sich einen Namen als „Vater der plastischen Chirurgie“, aufgrund seiner Pionierarbeit mit Gesichtsrekonstruktionen für verletzte Soldaten während des Ersten Weltkriegs.

## Leben

### Kindheit und Jugend
Harold Delf Gillies wurde als jüngstes von acht Kindern des Ehepaars Robert Gillies und Emily Street geboren. Sein Vater war Landvermesser und Parlamentarier, seine Mutter war die Nichte des berühmten Dichters Edward Lear. Robert Gillies starb 1886, knapp vor Harolds vierten Geburtstag. Harold Gillies verbrachte seine frühe Schulzeit in Neuseeland, an der Wanganui Collegiate School. Ab 1900 studierte er Medizin am Gonville and Caius College der University of Cambridge in England. 1904 nahm er am Boat Race teil. Nach seiner klinischen Ausbildung am St Bartholomew’s Hospital in London wurde er 1910 Mitglied („Fellow“) des Royal College of Surgeons of England als HNO-Spezialist.

### Erster Weltkrieg
Bei Kriegsausbruch 1914 trat Gillies dem Roten Kreuz als Chirurg bei und wurde nach Hoogstadt, Belgien, geschickt. Während seiner Arbeit mit dem Roten Kreuz wurde Gillies dem französischen Chirurg Charles Auguste Valadier, der eine medizinische Abteilung für Kieferverletzungen in Wimereux eingerichtet hatte, als Aufsicht zugeteilt. Valadier benutzte neues Gewebe und Knochenspäne, um Kiefer zu gestalten oder rekonstruieren. Gillies beobachtete viele Operationen und bemerkte, dass neue Arten von Schusswunden auch neue chirurgische Methoden bedingen würden.
Im Juni 1915 fuhr Gillies auf Urlaub nach Paris, um den plastischen Chirurg Hippolyte Morestin zu treffen. Er durfte eine Krebsoperation beobachten, bei der Morestin ein Stück Haut unter dem Kiefer über die Wunde rollte, um die Wunde zu schließen. Obwohl diese Methode schon seit hunderten Jahren in Indien benutzt wurde, hatte Gillies sie noch nie gesehen. Er wurde inspiriert, in der plastischen Chirurgie zu arbeiten, und bewarb sich um den Sanitätsdienst. Im Januar 1916 trat er zum Dienst am Cambridge Military Hospital in Aldershot, Hampshire an – er war der erste britische plastische Chirurg.
Aufgrund der wachsenden Zahl von Patienten mit Gesichtsverletzungen zog die Abteilung im August 1917 in das Queen’s Hospital in Sidcup um. Gillies und seine Kollegen entwickelten zwischen 1917 und 1918 neue Methoden für die plastische Chirurgie, insbesondere eine Methode, die einen rohrförmigen Stiel einsetzt, um die Blutversorgung zum Transplantat zu verbessern. Diese Technik erleichterte den Transplantationsprozess. Gillies entwickelte auch eine Methode, um einwärtsgedrehte Augenlider wiederherzustellen.
Für seine Leistungen während des Ersten Weltkriegs wurde er 1930 zum Knight Bachelor geschlagen.

### Späteres ärztliches Wirken
Nach dem Ersten Weltkrieg arbeitete Gillies weiter in Sidcup am Queen’s Hospital und auch in einer Privatpraxis. Seine Patienten waren nicht nur Soldaten, sondern auch Zivilpersonen (einschließlich Berühmtheiten), die verschiedene Schönheitsfehler korrigieren wollten. 1919 bekam er eine Stelle als Assistent beim St. Bartholomew’s Hospital in London. Mit Hilfe von Bedford Russell, einem Kollegen in St. Bartholomew’s, und seinem früheren Patienten und Sekretär Robert Seymour sammelte Gillies seine Krankenakten und Notizen, um eine Studie zur Gesichtsrekonstruktion zu schreiben. Plastic Surgery of the Face („Plastische Gesichtschirurgie“) wurde 1920 veröffentlicht. 1935 und 1957 wurden weitere Bücher veröffentlicht.
Gillies schulte viele Chirurgen, unter anderem seinen Cousin Archibald McIndoe und Rainsford Mowlem. 1938 veröffentlichten Gillies und McIndoe einen Fachbeitrag zu Methoden der Brustplastik. Er trug auch zu der Gründung verschiedener plastischer Chirurgie-Abteilungen in England bei.
Während des Zweiten Weltkriegs war Gillies Facharzt beim britischen Gesundheitsministerium, der britischen Luftwaffe und der Admiralität. Nach dem Krieg führte er die ersten geschlechtsangleichenden Operationen an Michael Dillon und Roberta Cowell durch – seine Methode dafür wurde für 40 Jahre das medizinische Vorbild.

## Privatleben
Außer seiner medizinischen Arbeit war Gillies auch erfolgreicher Sportler – während seines Studiums spielte er Golf und ruderte, und später im Leben vertrat er England im Golf. Er hatte auch ein Talent für Malerei; 1948 fand eine Ausstellung seiner Gemälde in London statt.
1911 heiratete er Kathleen Margaret Jackson, eine Krankenschwester am St. Bartholomew’s Hospital. Sie hatten vier Kinder, der jüngste Sohn Michael Thomas Gillies wurde medizinischer Entomologe.
Nach dem Tod seiner Frau Kathleen am 14. Mai 1957 heiratete er am 5. November 1957 seine Assistentin, Marjorie Ethel Clayton. Gillies starb am 10. September 1960 in London, an einer zerebralen Thrombose, im Alter von 78.

## Werke
- Gillies, H. D, W. Kelsey Fry, and R Wade. 1920. Plastic Surgery Of The Face. 1st ed. London: H. Frowde.
- Gillies, Harold Delf. 1935. The Development And Scope Of Plastic Surgery... 1st ed. Chicago: Northwestern University.
- Gillies, Harold, Ivan Magill, David Ralph Millard, and Jerome Pierce Webster. 1957. The Principles And Art Of Plastic Surgery. 1st ed. Boston: Little, Brown & Co.